# Noël Mala
Noël Mala, né le 17 avril 1901 à Mpala (dans le territoire de Baudouinville), est mort le 31 juillet 1964. C'était un évêque catholique congolais, évêque de Kasongo de 1963 à sa mort en 1964.

## Biographie

### Principaux ministères
Ordonné prêtre le 14 août 1932 pour le diocèse de Kasongo, il a longuement été curé puis est devenu vicaire général.
Nommé évêque de Kasongo le 5 avril 1963, il a été consacré 1er septembre 1963.
Noël Mala est le premier évêque congolais et évêque noir du diocèse de Kasongo.

### Actif dans son diocèse
Noël Mala a joué un rôle courageux en tant que vicaire général, parce qu’il parcourt son diocèse, jusque dans les villages reculés et en tant qu’évêque. De ce fait, ce dernier reçoit la distinction et le titre de "Simba wa Maniema", qui signifie le lion du Maniema.

### Fondations
Le petit séminaire de Kasongo fut fondé par Noël Mala. Auparavant, le petit séminaire était situé à Mungombe, près de Kamituga, dans le nord du diocèse.
Avec la fondation du nouveau diocèse de Uvira, Mungombe faisait partie de ce nouveau diocèse confié aux pères Xavériens.
Monseigneur Mala voulut que le diocèse de Kasongo dispose de son propre petit séminaire dans les locaux de l’ancien internat du diocèse de la mission de Kasongo. 
Les séminaristes suivaient les cours à l’École normale. 